# یگان ویژه مبارزه با سرقت
یگان ویژه مبارزه با سرقت (انگلیسی: Special Anti-Robbery Squad) در ۱۹۹۲ توسط یک جوخه پلیس نیجریه ایجاد شد تا به مبارزه علیه دستبرد، ماشین‌دزدی و آدم‌ربایی بپردازد. اما همین یگان متهم است که به ترور و زورگیری و تحقیر و بازداشت‌های غیرقانونی، قتل‌های غیرقانونی مشغول بوده و به اخاذی می‌پرداخته‌است.
یگان ویژه مبارزه با سرقت به دلیل ارتباط با کشتارهای غیرقانونی، زورگیری، شکنجه، کادربازی، باج خواهی و حمله به حریم خصوصی بحث‌برانگیز بود. پس از اعتراضات گسترده در نیجریه و سراسر جهان با شعار «پایان یگان ویژه مبارزه با سرقت»، واحد در ۱۱ اکتبر ۲۰۲۰ متلاشی شد. بازرس کل پلیس MA Adamu گفت که یک واحد جدید نیروهای ویژه (SWAT) جایگزین یگان ویژه مبارزه با سرقت خواهد شد. وی گفت که پرسنل یگان ویژه مبارزه با سرقت برای اطلاع‌رسانی و معاینه به ستاد پلیس معرفی می‌شوند. چند ساعت پس از اعلامیه، برخی از نیجریه‌ای‌ها با هشتگ #EndSWAT به توییتر رفتند و در میان ترس از تحقق نیافتن اصلاحات پلیس، تظاهرات ادامه یافت.

## تاریخچه
گروه ویژه ضد سرقت در اواخر سال ۱۹۹۲ توسط کمیسر سابق پلیس سیمئون دانلادی میدنا تأسیس شد. دلیل اصلی تشکیل یگان ویژه مبارزه با سرقت زمانی بود که سرهنگ ریندام از ارتش نیجریه توسط افسران پلیس در یک ایست بازرسی در لاگوس در سپتامبر ۱۹۹۲ کشته شد، که بعداً منجر به دستگیری سه افسر شد.‌ وقتی اطلاعات به ارتش رسید، سربازان در جستجوی هر افسر پلیس به خیابان‌های لاگوس اعزام شدند. پلیس نیجریه از ایست‌های بازرسی، مناطق امنیتی و سایر نقاط مورد علاقه مجرمان خارج شد، گفته می‌شود که برخی از افسران پلیس استعفا داده‌اند در حالی که برخی دیگر برای زندگی فرار کرده‌اند. به دلیل عدم حضور پلیس به مدت دو هفته، میزان جرم و جنایت افزایش یافت و یگان ویژه مبارزه با سرقت در حالی تشکیل شد که فقط ۱۵ افسر بدون اطلاع از ارتش در سایه مشغول به کار بودند و ضمن نظارت بر گفتگوهای رادیویی پلیس. به دلیل وجود سه جوخه ضد سرقت که در آن زمان عملیاتی بودند، میدنا باید تیم خود را از تیم‌های موجود تشخیص دهد. میدنا تیم خود را گروه ویژه ضدسرقت (SARS) نامید. پس از ماه‌ها گفتگو ارتش نیجریه و نیروی پلیس نیجریه به تفاهم رسیدند و وظایف رسمی پلیس دوباره در لاگوس آغاز شد. پس از آتش‌بس توسط ارتش پس از تسویه حساب، واحد یگان ویژه مبارزه با سرقت رسماً در لاگوس به بهره‌برداری رسید.